# 2011 UA413
2011 UA413, também escrito como 2011 UA413, é um objeto transnetuniano que está localizado no Cinturão de Kuiper, uma região do Sistema Solar. Este corpo celeste está em uma ressonância orbital de 3:4 com o planeta Netuno. Ele possui uma magnitude absoluta de 8,6 e tem um diâmetro estimado com cerca de 84 quilômetros.

## Descoberta
2011 UA413 foi descoberto no dia 26 de outubro de 2011 pelo astrônomo M. Alexandersen.

## Órbita
A órbita de 2011 UA413 tem uma excentricidade de 0,131 e possui um semieixo maior de 36,477 UA. O seu periélio leva o mesmo a uma distância de 31,694 UA em relação ao Sol e seu afélio a 41,261 UA.